# TLC (musikgrupp)
TLC är en amerikansk R&B-grupp vars originaluppsättning bestod av Tionne "T-boz" Watkins, Lisa "Left Eye" Lopes och Rozonda "Chilli" Thomas. Gruppen bildades i Atlanta 1991 och rönte stora framgångar under 1990-talet och början av 2000-talet trots problem med lagen, varandra samt sitt skivbolag och management. De fick tio topp tiohits på Billboard Hot 100 i USA, däribland singelettorna "Creep", "Waterfalls", "No Scrubs" och "Unpretty". Gruppen spelade också in fyra platinasäljande album, inklusive CrazySexyCool (1994) som än idag[när?] är det enda albumet av en kvinnlig musikgrupp i musikhistorien som uppnått amerikansk diamantcertifiering. TLC blev dessutom den första R&B-gruppen som uppnådde certifikat för 1 miljon sålda album från Recording Industry Association of Japan för Fanmail (1999).
De har sålt över 65 miljoner album världen runt och rankas som den bäst säljande amerikanska tjejgruppen genom tiderna. Den 25 april 2002 avled Lopes i en bilkrasch under inspelningen av en dokumentär i Honduras; filmen utgavs senare under namnet The Last Days of Left Eye. Sedan dess har TLC fortsatt som en duo med Watkins och Thomas. Ett femte album, benämnt TLC,  släpptes 2017.

## Historia

### Bildandet och tidiga år
TLC:s historia sträcker sig tillbaka till Atlanta, Georgia 1990 då skivproducenten Ian Burke och en av hans klienter, Crystal Jones, kom på ett koncept för en tjejgrupp med en pojkflickaktig hiphop-image, likt den musikaliska blandningen av samtida R&B och hiphop hos artisten Bell Biv DeVoe. Jones annonserade efter två tjejer att gå med henne i denna trio. Hon fick så småningom svar på sin förfrågan av Tionne Watkins från Des Moines, Iowa, som vid en tidig ålder hade flyttat till Atlanta med sin familj, samt Lisa Lopes, en rappare som just hade flyttat till Atlanta från Philadelphia, Pennsylvania med en liten keyboard och 750 dollar (motsvarande 1358 dollar idag). Under gruppnamnet 2nd Nature började Jones, Watkins och Lopes arbeta fram demomaterial med producenterna Jermaine Dupri och Rico Wade.
Genom en kontakt vid frisersalongen där Watkins jobbade lyckades gruppen anordna en audition med sångaren Perri "Pebbles" Reid, som hade startat sitt eget management- och produktionsbolag Pebbitone. Reid blev imponerad av tjejerna och bytte gruppnamnet till TLC-Skee, där "TLC" stod för Tionne, Lisa och Crystal. Reid höll en audition för dem med det lokala skivbolaget LaFace Records, som ägdes av Kenneth "Babyface" Edmonds och Reids dåvarande make, Antonio "L.A." Reid.
Antonio Reid såg potential i Watkins och Lopes som artister men kände att Jones borde ersättas. Enligt Jones började det reda ut sig för henne efter att Pebbles nekade gruppen möjligheten att ta hem kontrakten som Pebbitone hade utformat. Jones ville inte skriva under innan kontraktet hade granskats av andra och kanske en jurist. Watkins, å andra sidan, mindes att Jones avgång berodde på att hon och Lopes bad Jones att lämna gruppen innan deras första kontrakt hade förhandlats klart.
Den 28 februari 1991 skrev Watkins och Lopes på prouktions-, management- och publiceringsavtal med Pebbitone, och i samband med detta blev Perri Reid deras manager. Medan de letade efter en ersättare till Jones gjorde de övriga två medlemmarna från TLC-Skee deras inspelningsdebut med en låt på Damian Dames självbetitlade album 1991. Pebbles valde till slut Rozonda Thomas som ny medlem, en av Damian Dames bakgrundsdansare.
Thomas blev officiell medlem i april 1991, ungefär samtidigt som gruppnamnet hade kortats ner till TLC. För att behålla namnet TLC som en akronym för medlemmarnas namn, blev Watkins "T-Boz", Lopes "Left-Eye" och Thomas "Chilli". De blev sedan kontrakterade av LaFace i maj genom produktionsavtalet med Pebbitone; deras skivor skulle komma att distribueras av Arista Records/BMG. TLC var nu redo att börja arbeta i studion med Reid, Edmonds, Dallas Austin, Jermaine Dupri och Marley Marl som producenter för deras första album. Den nya trion debuterade som bakgrundssångare på "Rebel (With a Cause)", en låt på Jermaine Jacksons album You Said (1991).

### Ooooooohhh… On the TLC Tip
TLC:s debutalbum, Ooooooohhh… On the TLC Tip, släpptes den 25 februari 1992 på LaFace. Låtarna på albumet är en blandning mellan funk (Watkins), hiphop (Lopes) och R&B (Thomas), i stil med new jack swing-soundet som populariserades av producenten Teddy Riley i slutet av 1980-talet (TLC:s sound användes ibland som exempel på den nya new jack swing-genren). Albumet, som huvudsakligen skrevs av Dallas Austin och Lisa Lopes, hade en lekfull prägel med texter som bland annat uppmanade till säkert sex och att se upp för falska vänner. Det kritikerrosade albumet blev en kommersiell succé och sålde fyrdubbel platina inom ett år. De fyra singlarna – "Ain't 2 Proud 2 Beg", "Hat 2 da Back", "What About Your Friends" och "Baby-Baby-Baby" – blev alla topp-10-hits på Billboard Hot 100.
Under TLC:s första USA-turné, som förband till MC Hammer, upptäckte Lopes och Thomas att Watkins hade sicklecellanemi, en sjukdom hon hållit hemlig ända till hon blev mycket sjuk då TLC turnerade i sydvästra USA. Watkins fortsatte kampen med sin sjukdom och blev senare en talesman för Sickle Cell Disease Association of America i slutet av 1990-talet. Hon lades in på sjukhus och Lopes och Thomas stannade hos henne medan en del konserter ställdes in. Vid slutet av turnén hade medlemmarna tjänat väldigt dåligt och bestämde sig för att ta mer kontroll över sina karriärer, varefter de avslutade managementavtalet med Pebbles. De förblev dock skrivna till Pebbitone och Reid fick fortfarande en del av deras inkomst. 1994 medverkade även TLC som bandet "Sex as a Weapon" i filmen House Party 3, med Kid 'n Play i huvudrollen.
Lopes började dejta Andre Rison, spelare i amerikansk fotboll (Atlanta Falcons), kort efter utgivningen av Ooooooohhh… On the TLC Tip och 1994 bodde de ihop i Risons stora flervåningshus. Deras förhållande sägs ha haft flera våldsamma stunder och Lopes anmälde Rison för misshandel den 2 september 1993. Rison nekade att han skulle ha misshandlat henne. Efter ett annat bråk mellan paret den 9 juni 1994 slängde Lopes flera av Risons nyköpta skor i ett badkar, hällde på tändvätska och tände på. Badkaret smälte fort och satte eld på huset. Lopes arresterades och åtalades för mordbrand; hon dömdes till fem års skyddstillsyn och en böter på 10 000 dollar. Rison återförenades senare med Lopes och de fortsatte att dejta till och från i sju år.

### CrazySexyCooloch konkurs
I slutet av 1993 återvände TLC till studion med Dallas Austin, Tim & Bob, Arnold Hennings, Jermaine Dupri, Babyface, Jon-John Robinson, Organized Noize och Sean "Puffy" Combs för att spela in deras andra album, CrazySexyCool, som släpptes den 15 november 1994. Lopes hade fått gå från sin rehabilitering för att medverka vid inspelningen men det slutliga albumet innehöll betydligt mindre av hennes rap och sång. Istället fokuserade albumet mer på Watkins och Thomas, och hade ett mjukare, mer flytande sound, i stil med singeln "Baby-Baby-Baby".
CrazySexyCool blev gruppens mest framgångsrika album, både kritiskt och kommersiellt. Det gick in på tredje plats på Billboard 200 och låg på listorna i över två år. Albumet har sålts i över 11 miljoner exemplar enbart i USA och är än idag det enda albumet av en kvinnlig musikgrupp i musikhistorien som uppnått amerikansk diamantcertifiering. Med över 23 miljoner sålda exemplar världen runt är CrazySexyCool fortfarande ett av de bäst säljande albumen någonsin (det näst bäst säljande av en kvinnlig grupp efter Spice Girls Spice). Alla fyra singlar från CrazySexyCool nådde topp-5 på Billboard Hot 100 – "Creep" och "Waterfalls" nådde första plats, "Red Light Special" nådde andra plats och "Diggin' on You" femte plats. "Waterfalls", producerad av Organized Noise i klassisk soultappning med en rapsektion av Lopes, blev TLC:s största hit och musikvideon spelades flitigt på MTV i flera månader. TLC vann två Grammys 1995; Best R&B Album och Best R&B Performance by a Duo or Group ("Creep"). CrazySexyCool valdes med på Rolling Stones lista The 500 Greatest Albums of All Time.
Mitt i deras till synes stora framgångar begärde medlemmarna i TLC sig själva i konkurs den 3 juli 1995. TLC deklarerade skulder på totalt 3,5 miljoner dollar, dels på grund av Lopes försäkringskostnader som hade höjts efter mordbrandsincidenten och Watkins medicinkostnader, men den största orskaken var att gruppen fick vad de kallade för en mindre gynnsam deal från Pebbitone.

### FanMail
Arbetet med TLC:s tredje album blev framskjutet på grund av konflikter mellan gruppen och deras huvudproducent Dallas Austin, som hade fått barn med Thomas. Austin begärde 4,2 miljoner dollar och kreativ kontroll över projektet, vilket resulterade i ett avståndstagande mellan producenten och artisterna. Under denna period medverkade Thomas i indiefilmen HavPlenty medan Watkins hade huvudrollen i Hype Williams film Belly (1998), tillsammans med Nas och DMX. Lopes startade sitt eget produktionsbolag, Left-Eye Productions, och kontrakterade R&B-gruppen Blaque. Under hennes vägledning släppte Blaque ett självbetitlat debutalbum år 2000 som sålde platina och innehöll två topp-10-singlar på Billboard Hot 100. Lopes medverkade även på en remix av låten "Not Tonight" med Lil' Kim, Missy Elliott, Da Brat och Angie Martinez, som fick en nominering för Best Rap Performance by a Duo or Group vid 1998 års Grammy Awards. Hon var dessutom programledare för den kortvariga talangserien The Cut på MTV, där Ne-Yo och Anastacia gästade innan de blev kända.
TLC började arbeta med andra producenter för deras tredje album innan de till slut förhandlade med Austin, som producerade merparten av albumet. Lopes kom på idén med ett futuristisk tema för projektet, vilket Austin tog med på albumet. Fanmail släpptes i februari 1999. Singlarna "No Scrubs" och "Unpretty" blev listettor.

### Left Eyes död och3D
Under första kvartalet av 2002, innan releasen av det fjärde studioalbumet, 3D, omkom Lisa Lopes i en bilolycka i Honduras. De kvarvarande medlemmarna fick då marknadsföra albumet som en duo. Watkins och Thomas kände dock att ingen kunde ersätta Lopes och de ville inte heller fortsätta utan henne.
Billboard Magazine rankar gruppen som en av de största triorna i musikhistorien. Enligt RIAA är gruppen USA:s bäst säljande med över 22 miljoner sålda skivor i USA och sammanlagt över 60 miljoner sålda kopior internationellt.

### Femte studioalbumet
Under januari månad 2015 meddelade de två kvarstående medlemmarna Watkins och Thomas att de genom gräsrotsfinansiering på sajten Kickstarter kommer att släppa ett sista album med hjälp av ekonomisk stöttning av sina fans. Ett år senare, januari 2016, meddelade Watkins att albumet nästan är klart.

## Utmärkelser
- 1996 – Grammy Award för Best R&B Album (CrazySexyCool)
- 1996 – Grammy Award för Best R&B Performance by a Duo or Group with Vocal ("Creep")
- 2000 – Grammy Award för Best R&B Album (FanMail)
- 2000 – Grammy Award för Best R&B Song ("No Scrubs")
- 2000 – Grammy Award för Best R&B Performance by a Duo or Group with Vocal ("No Scrubs")

Källa

## Diskografi

### Studioalbum
- 1992 – Ooooooohhh… On the TLC Tip
- 1994 – CrazySexyCool
- 1999 – Fanmail
- 2002 – 3D
- 2017 – TLC

### Samlingsalbum
- 2005 – Now and Forever: The Hits
- 2007 – Crazy Sexy Hits: The Very Best of TLC
- 2013 – 20